# Grace Coddington
Grace Coddington (ur. 20 kwietnia 1941 w Anglesey, Walia, Wielka Brytania) – angielska modelka i dziennikarka.
Coddington jest znana z tworzenia dużych, złożonych i dramatycznych sesji zdjęciowych. W profilu w Guardianie napisano, że "stworzyła jedne z najbardziej zapadających w pamięć zdjęć mody. Jej zdjęcia mogą być wesołe i dekadenckie lub nastrojowe i tajemnicze". 
Jako nastolatka interesowała się modą i prenumerowała amerykańską wersję Vogue. Mieszkała na niewielkiej wyspie i egzemplarze magazynu docierały do niej z trzymiesięcznym opóźnieniem, a były dla niej jedynym źródłem wiedzy o panującej modzie. Prowadziła prowincjonalne życie zupełnie odmienne od takiego, jakie przedstawiał Vogue. Gdy miała siedemnaście lat przesłała swoje zdjęcia do redakcji, rude włosy i jasna cera zwróciły uwagę stylistów, została zaproszona na eliminacje i zatrudniona jako modelka. W 1967 przeżyła poważny wypadek samochodowy w wyniku którego straciła powiekę, odtworzoną podczas operacji plastycznej. Dwa lata po tym wydarzeniu Beatrix Miller zatrudniła Grace w brytyjskiej redakcji jako młodszego edytora (junior editor), przez dziewiętnaście lat pracowała tam jako fotoedytor. Następnie opuściła redakcję i przeprowadziła się do Nowego Jorku aby pracować dla Calvina Kleina. W lipcu 1988 Anna Wintour zaproponowała jej stanowisko dyrektora kreatywnego w amerykańskiej redakcji Vogue, Grace Coddington propozycję tę przyjęła i pozostaje na tym stanowisku do dziś.
W 2007 powstał film dokumentalny o przedstawiający przygotowania do wydania wrześniowego numeru Vogue, obraz pokazuje poszczególne etapy powstawania egzemplarza magazynu, tworzenia konspektu, pracę redakcji, fotografików, modelek. Grace Coddington odgrywa w tym filmie znaczącą rolę, widać jej zaangażowanie w stylizację i produkcję. Dały się zauważyć również napięte stosunki z Anną Wintour, które jednak nie mają wpływu na wzajemny szacunek i jakość współpracy. Poza Vogue współpracowała z firmą Balenciaga, gdzie powierzono jej realizację kolekcji toreb z wizerunkiem kotów.
Jej pierwszym mężem był poślubiony w 1968 restaurator Michael Chow, po roku para rozwiodła się. Drugim mężem był fotograf Willie Christie, ale ten związek również zakończył się rozwodem. Po śmierci siostry Rosemary zaopiekowała się ośmioletnim wówczas siostrzeńcem Tristanem. W 1986 zamieszkała w Nowym Jorku, wówczas związała się z fryzjerem i stylistą Didierem Malige, oboje są pasjonatami kotów. W 2010 ogłosiła plan wydania wspólnie z Jayem Fieldenem pamiętnika, Fielden napisał w 2002 książkę pt. "Grace. Trzydzieści lat mody w Vogue". Plany pokrzyżowało podjęcie przez Jaya pracy redaktora w „Town & City”, wobec tego Grace przełożyła wydanie książki na 2011 i ostatecznie napisała ją z Michaelem Robertsem. Wspomnienia ukazały się w listopadzie 2012 pod tytułem "Grace".